# Vacina contra o HIV
Uma vacina contra o HIV é uma vacina que tem como objetivo ter efeitos preventivos ou terapêuticos, o que significa que ela pode proteger os indivíduos contra a infecção pelo HIV ou tratar os indivíduos infectados pelo HIV. E pode induzir uma resposta imune contra o HIV (abordagem de vacinação ativa) ou consistir em anticorpos pré-formados contra o HIV (abordagem de vacinação passiva).

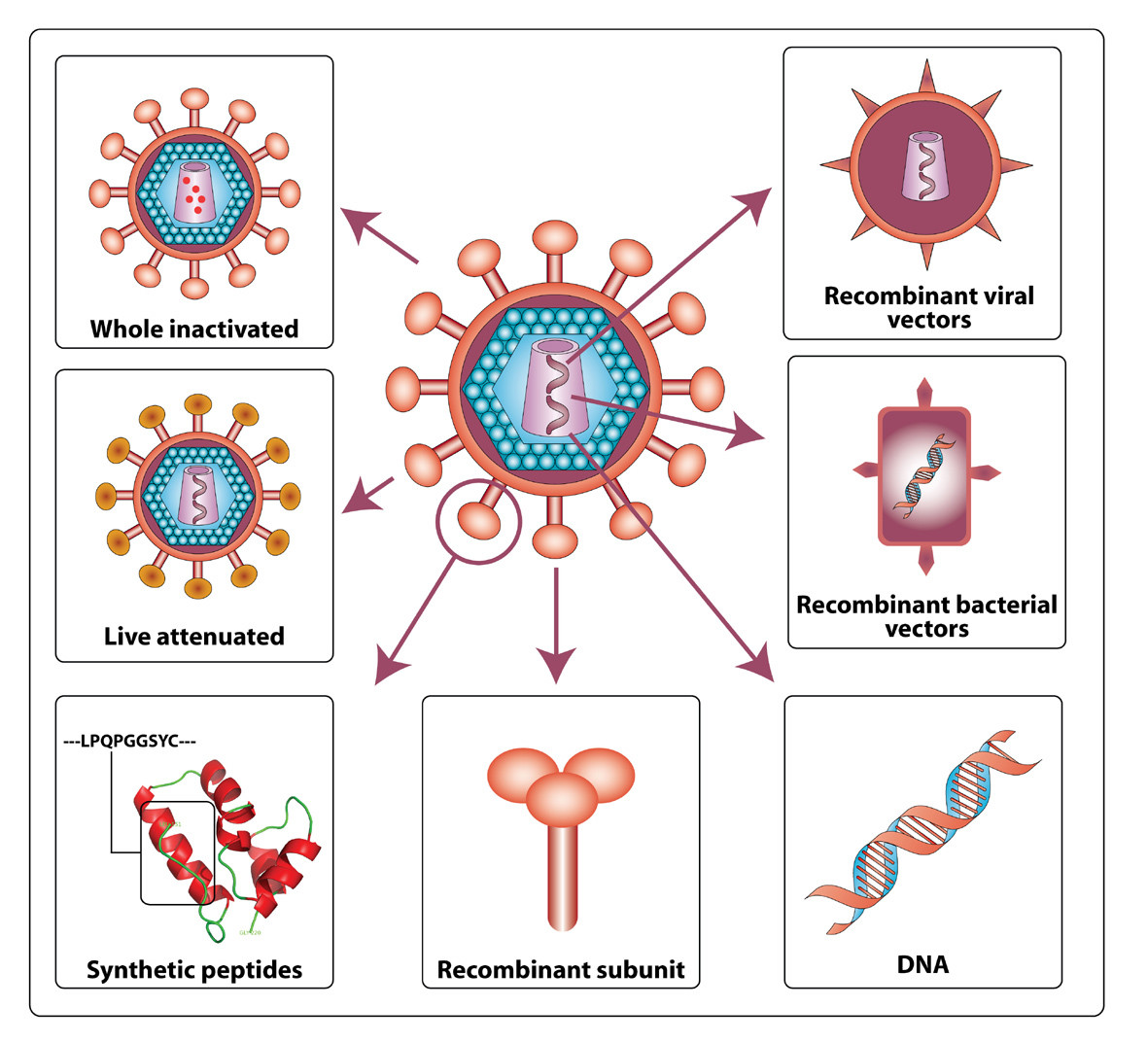
Várias abordagens para o desenvolvimento de vacinas contra o HIV.

Atualmente não há vacina licenciada contra o HIV no mercado, mas existem vários projetos de pesquisa que estão tentando encontrar uma vacina eficaz. Evidências observadas em humanos mostram que uma vacina pode ser possível: alguns, mas certamente não todos, indivíduos infectados pelo HIV produzem naturalmente anticorpos amplamente neutralizantes que mantêm o vírus suprimido essas pessoas permanecem assintomáticas por décadas. Anticorpos potencialmente neutralizantes foram clonados em laboratório (anticorpos monoclonais) e estão sendo testados em ensaios clínicos de vacinação passiva.
Muitos ensaios não mostraram eficácia, mas um regime de vacina contra o HIV, RV 144, demonstrou prevenir o HIV em alguns indivíduos na Tailândia.
A urgência da busca por uma vacina contra o HIV decorre do número de mortes relacionadas à AIDS de mais de 35 milhões de pessoas desde 1981. Em 2002, a AIDS se tornou a principal causa de morte devido o agente infeccioso na África.
Existem tratamentos médicos alternativos além da vacina. Para o tratamento de indivíduos infectados pelo HIV, a terapia antirretroviral altamente ativa (HAART) demonstrou oferecer muitos benefícios aos indivíduos infectados pelo HIV, incluindo melhoria da saúde, aumento da expectativa de vida, controle da viremia e prevenção da transmissão para bebês e parceiros. A HAART deve ser tomada por toda a vida, sem interrupção, para ser eficaz e não pode curar o HIV. As opções para a prevenção da infecção pelo HIV em indivíduos não infectados pelo HIV incluem sexo seguro (por exemplo, uso de preservativo), estratégias anti-retrovirais (profilaxia pré-exposição e profilaxia pós-exposição) e a circuncisão masculina. A vacinação provou ser uma ferramenta poderosa de saúde pública na eliminação de outras doenças, e uma vacina contra o HIV é geralmente considerada a mais provável, e talvez a única maneira pela qual a pandemia do HIV possa ser interrompida. No entanto, o HIV continua sendo um alvo desafiador para uma vacina.

## Dificuldades de desenvolvimento
Em 1984, após a confirmação do agente patogênico da AIDS por cientistas dos Institutos Nacionais de Saúde dos Estados Unidos e do Instituto Pasteur, a secretária de Saúde e Serviços Humanos dos Estados Unidos, Margaret Heckler, declarou que uma vacina estaria disponível em dois anos. No entanto, a abordagem clássica de vacinação que é bem-sucedida no controle de outras doenças virais preparando a imunidade adaptativa para reconhecer as proteínas do envelope viral, não funcionou contra o HIV. Muitos fatores tornam o desenvolvimento de uma vacina contra o HIV diferente de outras vacinas clássicas:
- As vacinas clássicas imitam a imunidade natural contra a reinfecção, conforme observado em indivíduos recuperados da infecção; existem poucos pacientes recuperados da AIDS.[7]
- A maioria das vacinas protegem contra doenças, não contra infecções; a infecção pelo HIV pode permanecer oculta por longos períodos antes de causar AIDS.
- As vacinas mais eficazes são organismos mortos ou vivos atenuados; o HIV-1 morto não retém a antigenicidade e o uso de uma vacina de retrovírus inativo levanta questões de segurança.

### Estrutura do HIV

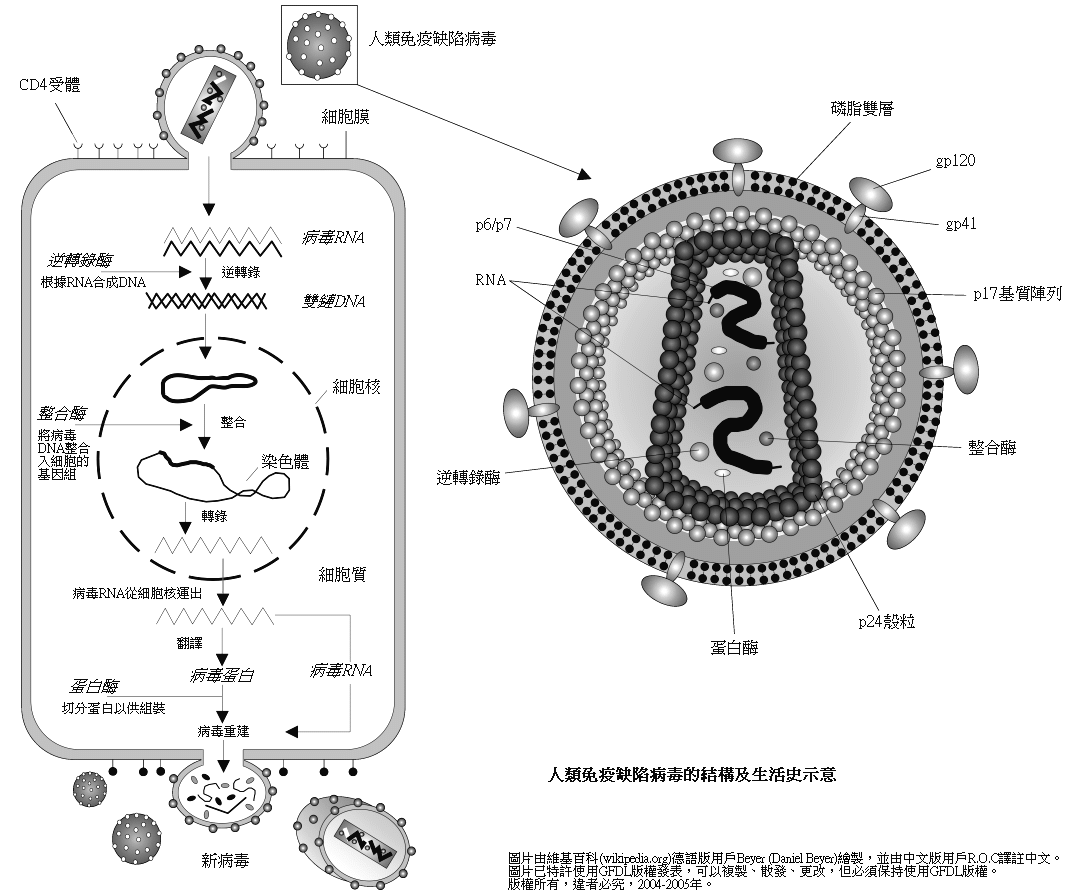
Ciclo de estrutura do HIV (em chinês)

Os epítopos do envelope viral são mais variáveis do que os de muitos outros vírus. Além disso, os epítopos funcionalmente importantes da proteína gp120 são mascarados por glicosilação, trimerização e alterações conformacionais induzidas por receptor tornando difícil o bloqueio com anticorpos neutralizantes.
A ineficácia das vacinas desenvolvidas anteriormente decorre principalmente de dois fatores relacionados:
- Primeiro, o HIV é altamente mutável. Por causa da capacidade do vírus de responder rapidamente às pressões seletivas impostas pelo sistema imunológico, a população de vírus em um indivíduo infectado normalmente evolui para que possa escapar dos dois braços principais do sistema imunológico adaptativo; imunidade humoral (mediada por anticorpos) e celular (mediada por células T).
- Em segundo lugar, os isolados de HIV são eles próprios altamente variáveis. O HIV pode ser classificado em vários subtipos com um alto grau de divergência genética. Portanto, as respostas imunológicas geradas por qualquer vacina precisam ser amplas o suficiente para explicar essa variabilidade. Qualquer vacina que não tenha essa amplitude provavelmente será ineficaz.

As dificuldades em estimular uma resposta confiável de anticorpos levaram às tentativas de desenvolver uma vacina que estimule uma resposta por linfócitos T citotóxicos.
Outra resposta ao desafio foi criar um único peptídeo que contenha os componentes menos variáveis de todas as cepas conhecidas de HIV.

### Modelo animal

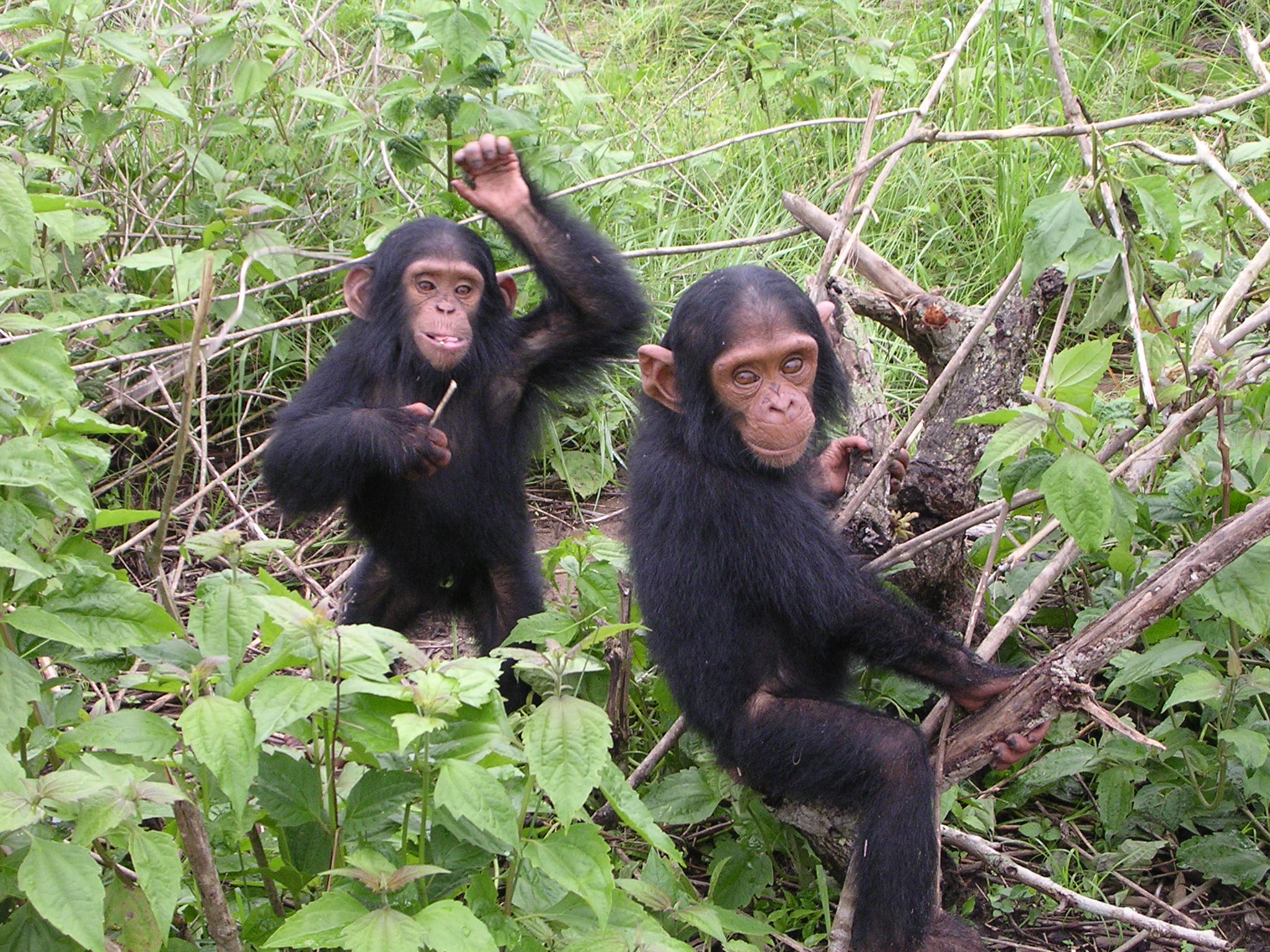
Chimpanzés

O modelo animal típico para a pesquisa de vacinas é o macaco. Os macacos podem ser infectados com SIV ou o SHIV para fins de pesquisa. No entanto, a comprovada rota de tentar induzir anticorpos neutralizantes por vacinação estagnou devido à grande dificuldade em estimular anticorpos que neutralizam isolados primários de HIV heterólogos. Algumas vacinas baseadas no envelope do vírus protegeram chimpanzés ou macacos do desafio de vírus homólogo, mas em ensaios clínicos, humanos que foram imunizados com construções semelhantes foram infectados após exposição posterior ao HIV-1.
Existem algumas diferenças entre o SIV e o HIV que podem apresentar desafios no uso de um modelo animal. O modelo animal pode ser extremamente útil, mas às vezes controverso.
Há um novo modelo animal muito semelhante ao do HIV em humanos. A ativação imune generalizada como resultado direto da morte de células T CD4+ ativadas, realizada em camundongos permite novas maneiras de testar o comportamento do HIV.

## Testes clínicos
Várias vacinas candidatas estão em fases variadas de testes clínicos.

### Fase I
A maioria das abordagens iniciais focaram na proteína do envelope do HIV. Foram avaliados pelo menos treze candidatos de envelope gp120 e gp160 diferentes, nos Estados Unidos predominantemente por meio do Grupo de Avaliação de Vacinas contra a AIDS. A maioria das pesquisas se concentrou na gp120 em vez de na gp41/gp160, pois a última é geralmente mais difícil de produzir e não ofereceu nenhuma vantagem clara sobre as formas gp120. No geral, eles têm sido seguros e imunogênicos em diversas populações, têm induzido anticorpos neutralizantes em quase 100% dos receptores, mas raramente induzem linfócitos T citotóxicos CD8+(CTL). As preparações de envelope derivadas de mamíferos têm sido melhores indutores de anticorpos neutralizantes do que os candidatos produzidos em leveduras e bactérias. Embora o processo de vacinação envolvesse muitas injeções de "reforço" repetidas, foi um desafio induzir e manter os altos títulos de anticorpos anti-gp120 necessários para ter qualquer esperança de neutralizar uma exposição ao HIV.[carece de fontes?]
A disponibilidade de vários vetores canarypox recombinantes forneceu resultados interessantes que podem ser generalizáveis para outros vetores virais. O aumento da complexidade dos vetores canarypox incluindo mais genes/epítopos aumentou a porcentagem de voluntários que têm CTL detectáveis em maior extensão do que aumentou a dose do vetor viral. CTLs de voluntários foram capazes de matar células mononucleares do sangue periférico infectados com isolados primários de HIV, sugerindo que os CTLs induzidos podem ter significado biológico. Além disso, células de alguns voluntários foram capazes de matar células infectadas com HIV de outros clados, embora o padrão de reconhecimento não fosse uniforme entre os voluntários. O vetor canarypox é a primeira vacina candidata contra o HIV que induziu respostas de CTL funcionais de clado cruzado. O primeiro ensaio de fase I da vacina candidata na África foi lançado no início de 1999 com voluntários de Uganda. O estudo determinou até que ponto os voluntários de Uganda têm CTL ativos contra os subtipos de HIV prevalentes em Uganda, A e D. Em 2015, um ensaio de Fase I chamado HVTN 100, presidido por dois pesquisadores sul-africanos, testou a combinação de um vetor da varíola dos canários ALVAC e uma proteína gp120 adaptada para o subtipo C do HIV comum na África subsaariana, com o adjuvante MF59. Aqueles que receberam o regime de vacina produziram fortes respostas imunológicas no início e o regime foi seguro.
Outras estratégias que progrediram para os ensaios de fase I em pessoas não infectadas incluem peptídeos, lipopeptídeos, DNA, um vetor de Salmonella atenuada, p24, entre outros. Especificamente, vacinas candidatas que induzem um ou mais dos seguintes estão sendo procuradas:
- Anticorpos neutralizantes ativos contra uma ampla gama de isolados primários de HIV;
- Respostas de células T citotóxicas na grande maioria dos receptores;
- Fortes respostas imunológicas da mucosa.[18]

Em 2011, pesquisadores do National Biotech Center em Madrid revelaram dados do ensaio clínico de fase I de sua nova vacina, MVA-B. A vacina induziu uma resposta imunológica em 92% dos indivíduos saudáveis.
Em 2016, foram publicados os resultados do primeiro ensaio clínico humano de fase I de uma vacina inteira morta do HIV-1, SAV001. O HIV usado na vacina foi quimicamente e fisicamente amortecido pela radiação. O ensaio, conduzido no Canadá em 2012, demonstrou um bom perfil de segurança e induziu anticorpos ao HIV-1. De acordo com Dr. Chil-Yong Kang de Western University 's Schulich School of Medicine & Dentistry no Canadá, o desenvolvedor desta vacina, os anticorpos contra gp120 e p24 aumentaram de 8 vezes a 64 vezes, respectivamente, após a vacinação.

### Fase II
Vacinas preventivas contra o HIV
- Uma vacina recombinante de Adenovírus-5 HIV (chamada V520) foi testada em dois estudos de Fase 2b, Phambili e STEP. Em 13 de dezembro de 2004, eles começaram a recrutar para o estudo STEP, um ensaio clínico de fase II com 3 000 participantes de uma nova vacina contra o HIV, em lugares na América do Norte, América do Sul, Caribe e Austrália.[22] O ensaio foi co-financiado pelo Instituto Nacional de Alergia e Doenças Infecciosas (NIAID), que é uma divisão dos Institutos Nacionais de Saúde (NIH), e pela empresa farmacêutica Merck & Co. A Merck desenvolveu o V520 para estimular a imunidade celular específica ao HIV, que estimula o corpo a produzir células T que matam as células infectadas pelo HIV. Em estudos anteriores menores, esta vacina foi considerada segura, devido à ausência de efeitos adversos nos participantes. A vacina mostrou respostas imunes celulares induzidas contra o HIV em mais da metade dos voluntários.[2] V520 contém um adenovírus enfraquecido que serve como um portador para três genes de HIV subtipo B (gag, pol e nef). O subtipo B é o subtipo de HIV mais predominante nas regiões dos locais de estudo. Os adenovírus estão entre as principais causas de doenças do trato respiratório superior, como o resfriado comum. Como a vacina contém apenas três genes do HIV alojados em um adenovírus enfraquecido, os participantes do estudo não podem se infectar com o HIV ou adquirir uma infecção respiratória com a vacina. Foi anunciado em setembro de 2007 que o teste para V520 seria interrompido após determinar que a vacinação com V520 parecia associada a um risco aumentado de infecção por HIV em alguns receptores.[23] O principal problema enfrentado pelo adenovírus recombinante usado é a alta prevalência de anticorpos específicos ao adenovírus como resultado da exposição anterior ao adenovírus. Os vetores de adenovírus e muitos outros vetores virais atualmente usados em vacinas contra o HIV induzirão uma resposta imune de memória rápida contra o vetor. Isso resulta em um impedimento para o desenvolvimento de uma resposta das células T contra o antígeno inserido (antígenos do HIV).[24] Os resultados do estudo levaram ao reexame das estratégias de desenvolvimento de vacinas.[25]
- O HVTN 505, um estudo de fase IIb, foi lançado em 2009, mas foi interrompido em 2013 devido ao resultados iniciais que mostravam que a vacina era ineficaz na prevenção de infecções por HIV. Embora nenhum outro participante tenha sido vacinado, o estudo ainda está em acompanhamento.
- Em maio de 2016, Lawrence Corey e Myron Cohen da HIV Vaccine Trials Network (HVTN) e HIV Prevention Trials Network (HPTN), respectivamente, fizeram uma parceria para lançar o ensaio global de prevenção mediada por anticorpos (AMP), (HVTN 703 e HVTN 704), a primeira fase teste IIb de um anticorpo monoclonal para prevenção do HIV. Os anticorpos monoclonais (mAbs) são uma estratégia de vacinação passiva. HVTN 703 e HVTN 704 testam VRC01, um mAb que tem como alvo o sítio de ligação de CD4.[26]
- Em 2017, a Janssen e o HVTN lançaram o ensaio de fase IIb denominado HVTN 705 / Imbokodo, testando a vacina de vetor mosaico Ad26.Mos4.HIV e as vacinas Clade C gp140 com fosfato de alumínio adjuvadas, que são projetadas para prevenir a infecção de todos os subtipos de HIV em torno do mundo.[27]

Vacinas terapêuticas para HIV
A Biosantech desenvolveu uma vacina terapêutica chamada Tat Oyi, que tem como alvo a proteína tat do HIV. Foi testado na França em um estudo duplo-cego de fase I / II com 48 pacientes HIV-positivos que atingiram a supressão viral na terapia antirretroviral altamente ativa e interromperam os antirretrovirais após receber a vacina intradérmica Tat Oyi.

### Fase III
Vacinas preventivas contra o HIV
Ainda não houve vacinas preventivas passivas contra o HIV para atingir a fase III, mas alguns candidatos a vacinas preventivas ativas contra o HIV entraram na fase III.
- Em fevereiro de 2003, a VaxGen anunciou que sua vacina contra AIDSVAX B / E foi um fracasso na América do Norte, pois não houve uma redução estatisticamente significativa da infecção por HIV na população do estudo.
- AIDSVAX B / E foi um componente, junto com ALVAC, do ensaio da vacina RV 144 na Tailândia que mostrou eficácia parcial na prevenção do HIV. As vacinas AIDSVAX B / E e ALVAC tiveram como alvo a parte gp120 do envelope do HIV. O estudo envolveu 16 395 participantes que não tinham infecção pelo HIV, 8 197 dos quais receberam tratamento que consiste em duas vacinas experimentais direcionadas aos tipos B e E do HIV que são prevalentes na Tailândia, enquanto 8 198 receberam um placebo. Os participantes foram testados para HIV a cada seis meses durante três anos. Após três anos, o grupo da vacina teve as taxas de infecção pelo HIV reduzidas em cerca de 30% em comparação com as do grupo do placebo. No entanto, após levar em consideração as sete pessoas que já tinham HIV antes de serem vacinadas (duas no grupo do placebo, cinco no grupo da vacina) a diferença foi de 26%.[29] Foi descoberto que os participantes que receberam vacinas no ensaio RV 144 que produziram anticorpos IgG contra a alça V2 do envelope externo do HIV tiveram 43% menos probabilidade de serem infectados do que aqueles que não o fizeram, enquanto o IgA a produção foi associada a um risco 54% maior de infecção do que aqueles que não produziram os anticorpos (mas não pior do que o placebo). Os vírus coletados de participantes vacinados apresentavam mutações na região V2. Os testes de uma vacina para o SIV em macacos encontraram maior resistência ao SIV em animais produtores de anticorpos contra essa região. Portanto, mais pesquisas devem se concentrar na criação de vacinas destinadas a provocar uma reação IgG contra o loop V2.[30]
- Em 2020, o ensaio clínico de fase IIb-III HVTN 702 / "Uhambo" descobriu que as vacinações ALVAC / gp120 / MF59 eram seguras e não causaram danos, mas não tiveram eficácia na prevenção do HIV na África do Sul. As vacinações com o regime de vacina Uhambo começaram no final de 2016 e pararam no início de 2020.[31]
- Em 2020, o esquema de vacina Ad26.Mos4.HIV mais clade C gp140 com adjuvante entrou em um ensaio de fase III denominado HVTN 706 / "Mosaico". O regime é uma combinação de uma vacina de vetor de adenovírus projetada contra várias cepas globais de HIV e uma vacina de proteína.[32]

Vacinas terapêuticas para HIV
Nenhuma vacina candidata terapêutica ao HIV atingiu a fase III dos testes ainda.

## Economia
Um relatório de julho de 2012 do HIV Vaccines & Microbicides Resource Tracking Working Group estima que 845 milhões de dólares foram investidos na pesquisa de vacinas contra o HIV em 2011.
As questões econômicas com o desenvolvimento de uma vacina contra a AIDS incluem a necessidade de um compromisso de compra antecipada (ou compromissos de mercado antecipados) porque, depois que uma vacina contra a AIDS for desenvolvida, os governos e ONGs podem ser capazes de reduzir o preço ao custo marginal.

## Classificação de possíveis vacinas
Teoricamente, qualquer vacina possível contra o HIV deve inibir ou interromper o ciclo de replicação do vírion do HIV. Os alvos de uma vacina podem ser os seguintes estágios do ciclo do vírus do HIV:
- Estágio I: Estado livre
- Estágio II: Inserção
- Estágio III: Penetração
- Estágio IV: Vírus
- Estágio V: Replicação
- Estágio VI: Montagem
- Estágio VII: Liberando

Portanto, a lista a seguir compreende as abordagens possíveis atuais para uma vacina contra o HIV:

### Filtrando vírions do sangue (Estágio I)
- Abordagens biológicas, químicas e/ou físicas para remover os vírions do HIV do sangue.

### Abordagens para capturar o vírion (Estágio I-III, VI, VII)
- Fagocitose dos vírions do HIV.
- Captura de base química ou orgânica (criação de qualquer pele ou membrana adicional ao redor do vírion) de vírions de HIV.
- Ligações químicas ou orgânicas ao vírion.

### Abordagens para destruir ou danificar o vírion ou suas partes (Estágio I-VII)
Aqui, "dano" significa inibir ou interromper a capacidade do vírion de processar qualquer uma das fases II-VII. Aqui estão as diferentes classificações de métodos:
- Por natureza do método:
  - Métodos físicos (Estágio I-VII)
  - Métodos químicos e biológicos (Estágio I-VII)

- - Ao danificar o alvo da estrutura do vírion HIV:[36][37]
  - Danificando a glicoproteína de docking gp120 (Estágio I-III, VI, VII)[38]
  - Danificando a glicoproteína transmembrana gp41 (Estágio I-III, VI, VII)[39]
  - Danificar a matriz do vírion (Estágio I-III, VI, VII)
  - Danificando a cápside do vírion (Estágio I-III, VI, VII)
  - Danificando a Transcriptase reversa (Estágio I-VII)
  - Danificando o RNA (Estágio I-VII)

### Bloqueio de replicação (Estágio V)
- Inserção no sangue de compostos químicos ou orgânicos que se ligam à gp120. Hipoteticamente, podem ser pedaços das membranas das células CD4 com receptores. Qualquer alternativa química e orgânica (com a capacidade de ligar a gp120) desses receptores também podem ser usadas.
- Inserção no sangue de compostos químicos ou orgânicos que se ligam aos receptores das células CD4.

### Abordagens biológicas, químicas ou físicas para inibir o processo de fases
- Abordagem biológica, química ou física para inibir a fixação, penetração, remoção, integração, replicação, montagem e/ou liberação.

### Inibindo a funcionalidade das células infectadas (Estágio VI-VII)
Inibindo as funções vitais das células infectadas:
- Inibindo o metabolismo de células infectadas
- Inibindo a troca de energia de células infectadas

## Direções futuras
Houve relatos de que pacientes com HIV co-infectados com o vírus GB C (GBV-C), também chamado de vírus da hepatite G, podem sobreviver mais do que aqueles sem GBV-C, mas os pacientes podem ser diferentes de outras maneiras. O GBV-C é potencialmente útil no futuro desenvolvimento de uma vacina contra o HIV.
As vacinas vivas atenuadas são altamente eficazes contra a poliomielite, rotavírus e sarampo, mas não foram testadas contra o HIV em humanos. A reversão para vírus vivo tem sido uma preocupação teórica de segurança que, até o momento, evitou o desenvolvimento clínico de uma vacina viva atenuada contra o HIV-1. Os cientistas estão pesquisando novas estratégias para desenvolver uma vacina viva atenuada contra o HIV-1 não virulenta. Por exemplo, uma forma geneticamente modificada de HIV foi criada na qual os codãos do vírus (uma sequência de três nucleotídeos que formam o código genético) são manipulados para depender de um aminoácido não natural para a tradução adequada da proteína, o que permite sua replicação. Como esse aminoácido é estranho ao corpo humano, o vírus não pode se reproduzir.